# Luksuzno blago
Luksuzno blago (tudi blago višjega razreda) je v ekonomiji blago, pri katerem se povpraševanje nesorazmerno povečuje s naraščanjem dohodka, zato odhodki za kos blaga predstavljajo večji delež celotne porabe. Takšno blago je v nasprotju z blagom za široko potrošnjo, kjer se povpraševanje povečuje sorazmerno manj z dohodkom. Beseda »luksuz« izvira iz latinske besede luxuria, ki pomeni ekstravagantnost, razkošje in uspešno stanje.
Blago višjega razreda lahko prepoznamo z primerjavo povpraševanja v nekem trenutku z povpraševanjem v drugem trenutku z drugačno stopnjo prihodka. Z upadom dohodka se pojavi tudi zmanjšanje povpraševanjem po artiklu. Če se dohodek zviša za 1% in povpraševanje po artiklu za 2%, se ta izdelek šteje za luksuznega. Tak princip je v nasprotju z esencialnimi dobrinami, pri katerih povpraševanje ostaja večidel enako.